# Leonarda Villalobos
María Leonarda Villalobos Mütter (Valparaíso, 1971) es una abogada chilena. Es conocida por ser una de las tres personas involucradas en el llamado Caso Hermosilla,un escándalo de corrupción y sobornos que tiene como protagonista principal al abogado Luis Hermosilla,quien habría propuesto a su cliente, el empresario Daniel Sauer, sobornar a sus contactos y los de Villalobos en el Servicio de Impuestos Internos (SII) para obtener información sobre la investigación que esa institución realizaba contra los negocios de Sauer.
El caso tomó relevancia pública cuando en noviembre de 2023 se filtró el audio de la reunión entre Villalobos, Hermosilla y Sauer a través del medio Ciper. Luego se supo que fue Leonarda Villalobos quien grabó y compartió el audio con la esposa de uno de los socios de Sauer, quienes terminaron filtrándolo a la prensa.

## Biografía
Nació en Valparaíso, hija de Osvaldo Jesús Villalobos Castro, Ingeniero Comercial quien trabajó como fiscalizador del Servicio de Impuestos Internos (SII) entre 1972 y 2013.
Entre 1993 y 2012 estuvo casada con Marcos Bratti con quien tiene 4 hijos.
En 2021 se tituló como abogada de la Universidad Bolivariana.
Desde 2018 está casada con Luis Angulo Rantul, asesor de gabinete de la Subsecretaría de Bienes Nacionales. Luego de que estallara el Caso Hermosilla, desde el gobierno de Gabriel Boric le pidieron la renuncia.

## Trayectoria laboral
En 2009 Villalobos comenzó a trabajar como directora de Abastecimiento y Operaciones de la Corporación de Educación, Salud y Atención de Menores (Coresam) de la Municipalidad de Conchalí. Luego de un altercado con un compañero de trabajo, Villalobos dejó la Corporación. En 2012 entró a trabajar como subdirectora administrativa del Hospital San José de Melipilla.
En 2013, en el primer gobierno de Sebastián Piñera, comenzó a trabajar para la Subsecretaria de Educación, específicamente en el Departamento Provincial Cordillera y luego en el Centro de Perfeccionamiento e Investigaciones Pedagógicas (CPEIP). Trabajó también como relacionadora pública empresarial para la Subsecretaría de Educación durante el segundo gobierno de Michelle Bachelet.En 2016, luego de un sumario en su contra por malas relaciones con sus compañeros de trabajo, la subsecretaría decidió no renovarle su contrato. En esta instancia, Villalobos demandó a la institución.
El año 2016 ingresó a estudiar Derecho en la Universidad Bolivariana y en 2017 creó la empresa Steuern Asesorías SpA.
En agosto de 2019 representó a la empresaria gastronómica Gladys Gonzáles Nuñez, conocida como "La Cuca", en su demanda contra la animadora de televisión Tonka Tomicic.También ha realizado lobby ante el SII y otros organismos estatales, principalmente ante el SII para “solicitar la condonación de giros tributarios".

## Controversias

### Falsificación de firmas
En 2008, se le acusó de usar cheques de un compañero de trabajo para comprar equipos de esquí. Villalobos tuvo que pagar una indemnización de $ 1.500.000 a la víctima.
En 2016, su exesposo se querelló por la falsificación de documentos que Villalobos habría presentado ante un juez para conseguir los cuidados personales del menor de sus hijos. Por esto fue formalizada en septiembre del 2017 y se comprometió a pagar una compensación a su exesposo. Tras no pagar, en agosto de 2019 Villalobos fue detenida y finalmente pagó el dinero.

### Sumarios y amenazas
En 2009 el psicólogo Rodrigo Soto se querelló contra Villalobos por el delito de amenazas mientras ambos trabajaban en el Coresam de la Municipalidad de Conchalí. Dicho caso nunca se le notificó a Villalobos y la Fiscalía por falta de antecedentes decidió no perseverar en 2011.
En 2012 se aplicó un sumario administrativo en su contra mientras trabajaba en el Hospital San José de Melipilla, el que terminó con la medida disciplinaria de censura.Ella aseguró que había recibido amenazas en su contra, las cuales denuncio en la PDI de Melipilla y fue asesorada por el abogado de la época del Hospital San José de Melipilla.

## Caso Hermosilla
En noviembre de 2023, el medio Ciper publicó la transcripción de una conversación entre el abogado Luis Hermosilla, el empresario Daniel Sauer, y María Leonarda Villalobos. En este se escucha que el abogado Luis Hermosilla le propone al empresario, cuyos negocios estaban siendo investigados por la Comisión Para el Mercado Financiero (CMF), sobornar a sus contactos en el SII.
Al declarar frente a fiscalía, Villalobos declaró que había sido ella quien había grabado dicha reunión para su archivo personal y que solo la había compartido con una colega abogada Yael Speisky, por haber recibido presiones de parte de Speisky,pero negó que se concretasen realmente los delitos aludidos por Luis Hermosilla en el audio y que estos solamente eran una medida de presión en contra de Sauer. 
A fines de noviembre de 2023, el Consejo de Defensa del Estado (CDE) presentó una querella criminal contra los tres involucrados como presuntos autores de los delitos consumados y reiterados de soborno y cohecho.
Villalobos presentó querellas en contra de la familia Sauer y en especial la sociedad FACTOP por uso malicioso de instrumentos privados mercantiles, estafa y uso de dispositivos sin autorización, querellas que han sido admitidas por el Ministerio Público.
Por su parte, la CMF en su investigación determino que no se había cometido delito de cohecho o soborno alguno, y como medida para mejor resguardar y resolver se determinó que todas las reuniones en esa institución fuesen grabadas.
En la audiencia de formalización de los hermanos Ariel y Daniel Sauer, Rodrigo Topelberg y Luis Flores (antiguo gerente de STF Corredores de Bolsa), se reconoció por parte de los abogados de Rodrigo Topelberg, que habían tenido acceso al audio porque Villalobos a la única persona que se lo había entregado era a la esposa del imputado, su cliente Rodrigo Topelberg, y eso los hacía correr con ventaja incluso ante la misma Fiscalía. 